# Ghiacciaio Kangshung
 Il ghiacciaio Kangshung o ghiacciaio di Kangshung è un ghiacciaio situato in Himalaya, a est del monte Everest, in territorio tibetano, nella Repubblica Popolare Cinese. Con il ghiacciaio Khumbu a sud-ovest ed il ghiacciaio Rongbuk a nord costituisce una delle tre principali masse glaciali della montagna. 
Il ghiacciaio Kangshung ha origine dalla parete est dell'Everest ed è alimentato da una serie di lingue che scendono a formare un corpo principale, la cui lunghezza raggiunge i 17 km, per terminare a 4560 m di altitudine. Dal ghiacciaio nasce il fiume Kama, che scorre verso est, in Tibet, per poi affluire nell'Arun; quest'ultimo corso d'acqua scava il suo percorso attraverso l'Himalaya ad est del massiccio del Makalu ed entra in territorio nepalese.